# Mototsugu Shimizu
Mototsugu Shimizu (清水基嗣 Shimizu Mototsugu?) (14 de julio de 1977) es un luchador y anunciador de lucha libre profesional japonés, conocido por su trabajo en Toryumon y Big Japan Pro Wrestling.

## Carrera

### Toryumon (2000-2004)
Shimizu debutó en Toryumon México en 2000, perdiendo ante Kenichiro Arai. Después de un par de combates más, cuando iba a ser transferido a Toryumon 2000 Project, Mototsugu sufrió una grave lesión de hombro que requirió intervención quirúrgica y le impidió seguir luchando. Mientras se recuperaba de la cirugía, Shimizu actuó como anunciador de ring de Toryumon, luchando en un combate contra Susumu Yokosuka y Kenichiro Arai brevemente durante 2003.

### Dragondoor (2006)
Después de la conversión de Toryumon Japan en Dragon Gate, Shimizu dejó la empresa y fue a parar a Dragondoor, donde apareció también como comentarista. Allí tendría también su primer combate en años, haciendo equipo con Máximo para enfrentarse sin éxito a Gamma & Kagetora. Debido a la poca duración de la empresa, ese fue su último combate en la marca, siendo contratado después por la siguiente encarnación de Dragondoor, Pro Wrestling El Dorado.

### Pro Wrestling El Dorado (2006-2008)
A su llegada a Pro Wrestling El Dorado, Shimizu entró en un feudo con Manjimaru. Sin embargo, la brutalidad del estilo de lucha de ambos produjo que Noriaki Kawabata, director de la empresa, multase a Manjimaru -y a Shimizu como cómplice- por destrozar el atrezzo de El Dorado (kayfabe), por lo que tuvieron que aliarse forzosamente para pagarlas con el premio del torneo Treasure Hunters Tag Tournament 2006. Aunque formaban un equipo eficaz, Shimizu y Manjimaru se atacaban constantemente, dificultando su trabajo en el ring: aunque consiguieron llegar a la semifinal, fueron derrotados por Dick Togo & Shuji Kondo. 
La semana siguiente, después de que tanto YASSHI como Shimizu & Manjimaru pidiesen a Kondo su dinero por caridad para pagar sus respectivas deudas, Kawabata estableció un combate entre el equipo de YASSHI y el de Kondo; si YASSHI ganaba, el dinero sería repartido entre YASSHI y Shimizu. Efectivamente, YASSHI y su equipo Nanking Fucking Wrestlim Team ganaron y Shimizu se dispuso a pagar la deuda, pero Manjimaru le detuvo -a golpes- y sugirió que Mototsugu y él produjeran el siguiente programa de El Dorado con el dinero para sacar beneficio. Durante el show, cuyo combate principal era entre Shimizu y Manjimaru para decidir quién se quedaría con todo el dinero recaudado, y que se acabó convirtiendo en una Battle Royal, Shimizu logró ganar el dinero, pero sorprendentemente se lo entregó al final a Manjimaru para que se costease la cirugía de una lesión de hombro, reconciliándose ambos por primera vez. Esa noche, el equipo se deshizo hasta el retorno de Manjimaru, prometiendo con humor mayores destrozos para El Dorado la próxima vez.
En 2007, Shimizu fue convertido en miembro del grupo face SUKIYAKI, dirigido por Shuji Kondo.

### Michinoku Pro Wrestling (2006-2008)
A mediados de 2006, Shimizu comenzó a aparecer regularmente en Michinoku Pro Wrestling. Compitiendo en el Tetsujin Tournament 2006, Mototsugu no consiguió demasiadas victorias, y fue relegado pronto al plantel inferior. Tiempo después, Shimizu fue invitado por Ken45º a unirse a su grupo Ken Gundan, lo que Shimizu rechazó, entre otras cosas por ser sempai de Ken y por no caerle demasiado bien, según dijo; sin embargo, Ken45º reveló que sabía qué era lo más temido por Shimizu, y le chantajeó para ser reclutado a cambio de no divulgarlo. Mototsugu se vio obligado entonces a formar equipo con Ken, Banana Senga & Rei.

### Big Japan Pro Wrestling (2007-presente)
En 2007, Shimizu fue contratado por Big Japan Pro Wrestling, a raíz de varios eventos conjuntos entre El Dorado y BJPW.

### Chikara (2008)
En febrero de 2008, Shimizu fue enviado con Go & Michael Nazakawa a Chikara para representar a Pro Wrestling El Dorado en el King Of Trios 2008, pero fueron derrotados en la primera ronda por The Colony.

### Secret Base (2009-presente)
Tras el cierre de El Dorado, Shimizu comenzó a aparecer en la siguiente encarnación de la empresa, Secret Base, donde formó un equipo con Jun Ogawauchi.

## En lucha
- Movimientos finales
  - Medusa Head[6] / Marshmallow Hedgehog[1][2] (Cross-legged bridging grounded double chickenwing)
  - Diving double foot stomp, a veces a un oponente sobre una silla[6]
  - Cross kneelock[7]

- Movimientos de firma
  - Mescaline Drive[6] (Fisherman DDT)[2]
  - Neck*Romantic[3] (Inverted reverse Indian deathlock Gory special)
  - Chemical Clutch[2] (Arm trap headhold small package)
  - Goku Clutch[6] (Standing figure four leglock)
  - Bridging German suplex
  - Double knee facebreaker
  - Dropkick, a veces desde una posición elevada
  - Figure four leglock
  - Full Nelson arm drag
  - High kick
  - Inverted DDT
  - Oklahoma roll
  - Over the top rope suicide dive
  - Plancha
  - Running big boot
  - Running one-handed bulldog
  - Snapmare seguido de second rope missile dropkick a la espalda del oponente
  - Spinning heel kick
  - Spinning spinebuster[6]
  - Springboard bulldog

- Apodos
  - "Shimi-chan"[1]

## Campeonatos y logros
- Big Japan Pro Wrestling
  - 3 Organisation Cinderella Championship (1 vez)

- Secret Base
  - Captain of the Secret Base Openweight Championship (1 vez)
  - Captain of the Secret Base Tag Team Championship (1 vez, actual)